# Dorfkirche Preußnitz

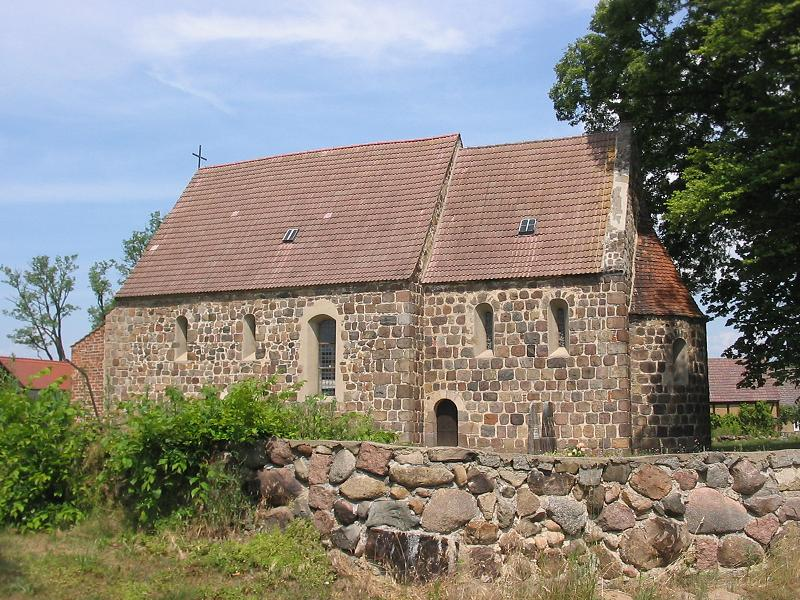
Dorfkirche Preußnitz

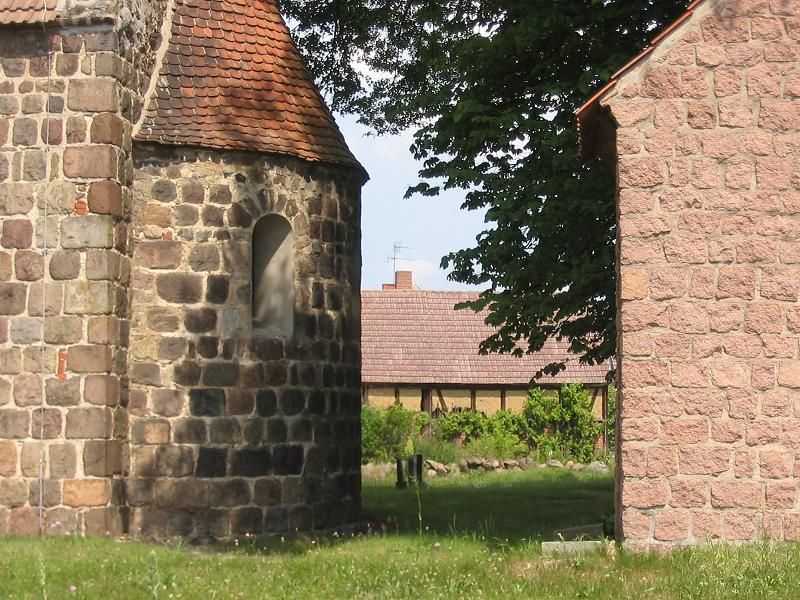
Apsis und freistehender Glockenstuhl

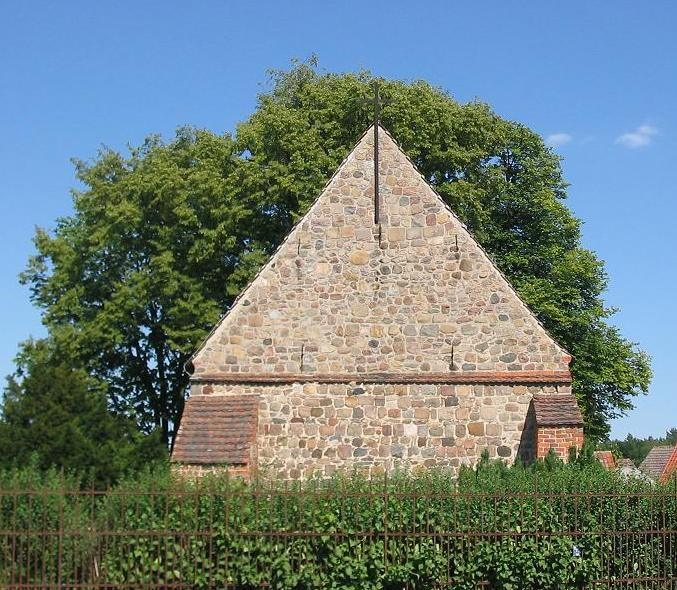
Westgiebel

Die evangelische Dorfkirche Preußnitz ist eine romanische Feldsteinkirche im Ortsteil Preußnitz von Bad Belzig im Landkreis Potsdam-Mittelmark in Brandenburg. Sie gehört zur Kirchengemeinde St. Marien/Hoher Fläming Bad Belzig im Kirchenkreis Mittelmark-Brandenburg der Evangelischen Kirche Berlin-Brandenburg-Schlesische Oberlausitz und kann nach Anmeldung besichtigt werden.

## Geschichte und Architektur

### Lage und Baubeschreibung
Die Kirche steht am südlichen Dorfeingang an der Zufahrt von der Bundesstraße hinter einer markanten alten Linde und ist mit dem umliegenden Friedhof von einer Feldsteinmauer eingefasst. Nördlich schließt sich der breite Dorfanger mit weiteren Linden an.
Die spätromanische Kirche weist insbesondere im eingezogenen Chorbereich eine bemerkenswert sorgfältige Quaderung der Feldsteine auf, die wie die Apsis und die unteren Lagen des Schiffs aus der ersten Bauphase im 2. Viertel des 13. Jahrhunderts stammt. Die Fertigstellung schloss sich in der zweiten Bauphase im 2. Drittel des 13. Jahrhunderts an, sodass die Fenster laut Engeser/Stehr „fast schon gotische Proportionen“ haben. In den Jahren 1429/1430 hat wahrscheinlich eine umfassende Renovierung stattgefunden, da eine dendrochronologische Bestimmung des hölzernen Chordachwerks diese Datierung ergab. 1967 erhielt der westliche Giebel ein neues Mauerwerk.
Die weitgehend korbbogigen Fenster haben zum größten Teil noch ihre ursprüngliche Form und Größe. Gemeinde- und Priesterportal sind wie der innere Apsisbogen und der Triumphbogen rundbogig. Das Halbkegeldach der Apsis decken  Biberschwanzziegel, während der Abschluss von Chor und Schiff durch Satteldächer mit Falzziegeln erfolgte. Alle Dachauflagen wurden im Jahr 1990 erneuert.

### Der schiefe Turm von Preußnitz
Die Kirche besaß statt eines Kirchturms einen westlichen Giebelturm, der dem Dreißigjährigen Krieg zum Opfer fiel. Wahrscheinlich kam es erst zu Beginn des 18. Jahrhunderts zu einem Ersatz durch einen dreiseitigen Fachwerkturm mit massiver Westwand. Dieser Turm allerdings bereitete der Kirchengemeinde von Beginn an erhebliche Sorgen und musste mehrfach ausgebessert werden. Die Kirchenkasse enthält erste Reparaturrechnungen aus dem Jahr 1753, weitere folgten in kurzen Abständen. Zudem vermittelte der Turm den Eindruck, dass er schief sei, da die Spitze des Dachreiters nur auf dem Fachwerkteil saß. In die Ortsgeschichte ging er deshalb als Der schiefe Turm von Preußnitz ein. An diesem optischen Eindruck änderte auch ein amtliches Gutachten aus dem Jahr 1869 nichts. Das Gutachten hielt fest, dass „der in Fachwerk gefertigte Turm nicht schief steht, er sieht nur schief aus.“ (Zitat laut Mehlhardt 1976)
Zu Beginn der 1960er Jahre war der Dachturm endgültig baufällig. Einen Neubau konnte sich die Gemeinde nicht leisten, sodass sie sich für den Abbruch entschied, der 1963 erfolgte. Statt eines Turms errichteten die Preußnitzer einen freistehenden und offenen Natursteinglockenstuhl am Eingang des Friedhofs, den sie mit einem kleinen Satteldach abdeckten. Die Glocke in diesem Glockenständer stammt aus dem Jahr 1481.

## Ausstattung
Die seltenen, restaurierten Metallbeschläge der Portaltür stammen aus der Spätgotik und zeigen Blattornamente, Drachenköpfe, einen Hahn und ein Pferd oder einen Esel. Die barockzeitliche Innenausstattung enthält einen schlichten Altar mit einem hölzernen Aufsatz von 1711, eine einfache Holzkanzel und eine hölzerne Taufe auf einem Dreifuß. Die Orgel auf der Westempore hat einen einfachen Prospekt und stammt aus dem Jahr 1860. Gebaut hat sie der Orgelbaumeister Gottfried Wilhelm Baer aus Niemegk. 1991 restaurierte die Potsdamer Orgelbaufirma Alexander Schuke die Orgel umfassend. (Pfannenstiel 1991) Die Innenausmalung erfolgte nach Sanierungsarbeiten zwischen 1982 und 1987. Die Brüstungen der Hufeisenempore sind in dunkelroten Fachumrandungen gehalten; die Farbe setzt sich im Chorgestühl und Pfarrstuhl fort.